# Liotard-Gletscher
Der Liotard-Gletscher ist ein 10 km langer und bis zu 5 km breiter Gletscher im ostantarktischen Adélieland. Er fließt vom Antarktischen Eisschild in nordnordöstlicher Richtung und mündet in Form einer kleinen Gletscherzunge rund 6 km westlich der Hélène-Insel in die D’Urville-See. 
Luftaufnahmen der US-amerikanischen Operation Highjump (1946–1947) dienten seiner Kartierung. Das Advisory Committee on Antarctic Names benannte ihn 1955 nach André-Frank Liotard (1905–1982), Leiter einer französischen Antarktisexpedition (1949–1951), bei der die Vermessung des Küstenabschnitts bis weit westlich dieses Gletschers komplettiert wurde.